# ميكا زونينفيلد
ميكا زونينفيلد (بالهولندية: Mike Zonneveld)‏ (27 أكتوبر 1980 بلايدن في هولندا - ) هو لاعب كرة قدم هولندي في مركز الوسط. لعب مع أياكس أمستردام وأيل ليماسول وإن إي سي نيميخن وغو أهد إيغلز ونادي آيندهوفن ونادي غرونينغن وناك بريدا.

## روابط خارجية
- ميكا زونينفيلد على موقع قاعدة بيانات كرة القدم.إي يو (الإنجليزية)
- ميكا زونينفيلد على موقع Soccerway.com (الإنجليزية)
- ميكا زونينفيلد على موقع عالم كرة القدم.نت (الإنجليزية)